# Rita dalla Chiesa
Rita dalla Chiesa (Casoria, 31 agosto 1947) è una conduttrice televisiva e politica italiana.
Nota per il suo impegno animalista, dopo un esordio televisivo sulle reti Rai, lega la sua immagine al longevo programma Forum di Mediaset dal 1988 al 1997 e poi nuovamente dal 2003 al 2013. In occasione delle elezioni politiche del settembre 2022 viene eletta deputata alla Camera per Forza Italia.

## Biografia

### Gioventù
Figlia primogenita del generale dei Carabinieri e vittima della mafia Carlo Alberto dalla Chiesa (1920-1982) e della sua prima moglie Dora Fabbo (1924-1978), è sorella dello scrittore e politico Nando e della giornalista e politica Simona.
Negli anni settanta si sposò con un ufficiale dei Carabinieri, Roberto Cirese, con il quale ebbe la figlia Giulia.

### Anni '80 e '90
Dopo la morte del padre, esordì in televisione nel 1983 conducendo Vediamoci sul Due, trasmesso su Rai 2. Nella stagione 1985/1986 condusse con Fabrizio Frizzi Pane e marmellata, trasmissione per ragazzi in onda sempre su Rai 2. In questo periodo cominciò una relazione con Frizzi, che poi sposò in seconde nozze nel 1992. I due si sono poi separati nel 1998, divorziando nel 2002.
Nel 1984 venne inclusa tra i membri dell'Assemblea Nazionale del Partito Socialista Italiano, su proposta del segretario Bettino Craxi.
Ha proseguito la sua carriera di conduttrice televisiva passando a Rete 4, dove ha condotto Parlamento in, dal 1986 al 1988, e poi Forum su Canale 5 dal 1988 che ha condotto anche nel decennio successivo e che la rese popolare. Ha condotto anche uno spin-off di Forum, Affari di famiglia, dedicato a controversie familiari, e nel 1993 44 gatti, format musicale in due puntate, durante il quale venivano riproposti i vecchi successi dello Zecchino d'Oro. Concluse l'esperienza a Forum nel 1997. Sempre nel 1997 ha condotto Signore mie, su Canale 5 che non ottenne il successo sperato.
Il 14 febbraio 1998 condusse insieme con Fabrizio Frizzi una puntata di Per tutta la vita...?, in sostituzione di Romina Power, assente poiché in America per una tournée del marito Al Bano.

### Anni 2000 e 2010
Dal 1999 al 2001 ha condotto su Rete 4 Il trucco c'è, mentre nel 2002 il reality show C'era una volta la fattoria. Nella stagione 2002/2003 ha fatto un breve ritorno in Rai partecipando a I fatti vostri, trasmissione di Michele Guardì in onda su Rai 2.
Dal 2003 torna a condurre Forum; nel 2008 ha condotto Il ballo delle debuttanti, reality show che però fu un insuccesso di ascolti e critica.
Nel 2010 e nel 2011 ha condotto altri due spin-off di Forum: Forum Bau e Forum Famiglie. Nello stesso anno ha recitato in un episodio della serie televisiva I Cesaroni interpretando sé stessa in una finta causa di Forum.
Dal 2013 lascia la conduzione di Forum per contrasti con la produzione e accetta una proposta di lavoro a LA7 con la quale firma un contratto biennale, esordendo come giurata per Miss Italia 2013. Lo stesso anno avrebbe dovuto condurre un talk show intitolato La settima onda, che però venne dapprima posticipato al 2014, quindi cancellato definitivamente. A seguito di ciò la conduttrice annunciò l'intenzione di far causa per danni a LA7 e al suo editore Urbano Cairo; tale controversia si è risolta il 9 aprile successivo con la risoluzione consensuale del contratto. Nel frattempo ha partecipato come ospite a diverse trasmissioni televisive della Rai e di Mediaset.
Nel 2015 conduce La Posta del Cuore insieme all'ex marito Fabrizio Frizzi, dal quale era divorziata da ormai oltre dieci anni.
Nel 2016 pubblica il suo primo libro per bambini scritto con Fiordaliso, Il cacciatore di stelle. Nel 2018 ha condotto un programma su Rete 4, Ieri oggi italiani e, dal 15 settembre dello stesso anno, è opinionista di Italia sì su Rai 1.
Nel 2019 pubblica il libro Mi salvo da sola e nel 2020 Il mio valzer con papà.

### Attività politica
In vista delle elezioni amministrative del 2016 Giorgia Meloni, presidente di Fratelli d'Italia - Alleanza Nazionale, le propone di candidarsi a sindaco di Roma per la coalizione di centro-destra, ma la conduttrice declina l'offerta affermando di voler dare priorità alla famiglia e al lavoro.
A luglio 2022 rinuncia alla partecipazione al Grande Fratello VIP e il mese seguente decide di candidarsi alle elezioni politiche anticipate del 25 settembre; viene candidata nel collegio uninominale di Molfetta per la coalizione di centrodestra e come capolista di Forza Italia nei collegi plurinominali Liguria - 01 e Puglia - 02. Viene eletta nel collegio uninominale con il 40,52% (pari a 78.920 voti) staccando di 28.000 preferenze l'avversario del Movimento 5 Stelle Nicola Grasso (25,87%) e il candidato di centro-sinistra Michele Abbaticchio (25,13%). Aderisce al gruppo parlamentare di Forza Italia. Fa parte della VII Commissione Cultura, scienza e istruzione dal 9 novembre 2022 e della Commissione di Vigilanza Rai dal 14 marzo 2023. Nell'aprile del 2023 diventa vicepresidente del gruppo di FI alla Camera. Divenne un caso politico un suo tweet a commento della vittoria di Virginia Raggi come sindaca di Roma in cui augurava ai romani di continuare a vivere "tra ratti e zingari", così come a seguito delle Elezioni Regionali 2024 commentato sulla vittoria del candidato di centrosinistra, riferendosi alle precedenti alluvioni nella regione: "Se ne ricorderanno alla prossima alluvione".

### Controversie
Il 21 giugno 2020 Rita dalla Chiesa pubblica un post su Twitter in cui scrive: «È peccato mortale volere l'estinzione del popolo cinese?», facendo riferimento al festival di Yulin (in cui vengono uccisi e macellati cani). La dichiarazione scatena una grande polemica sul web, venendo ritenuta fortemente carica di odio razziale. Contattata da Adnkronos per avere una spiegazione in merito alla controversa affermazione, la dalla Chiesa sostiene che «La mia [il tweet, ndr] è una provocazione, è una domanda. Poi, se non lo capiscono, peggio per loro! Dobbiamo fare casino. Con quello che hanno combinato, poi [in riferimento alla gestione della prima fase della pandemia di COVID-19, ndr], devono solo che stare zitti! Che mi attaccassero, non me ne può fregà de meno!».

## Televisione
- Vediamoci sul Due (Rai 2, 1983-1985)
- Pane e marmellata (Rai 2, 1985-1986)
- Parlamento in (Rete 4, 1986-1988)
- Tivù Tivù (Canale 5, 1987-1988)
- Canale 5 per voi (Canale 5, 1989-1990)
- Domenica più (Rete 4, 1988-1989)
- Forum (Canale 5, 1988-1997, 2008-2013; Rete 4, 2003-2008)
  - Affari di famiglia (Canale 5, 1992-1993)
  - Forum Estate (Canale 5, 1993)
  - Forum giovani (Canale 5, 1994)
  - Forum di sera (Canale 5, 1994-1995; Rete 4, 1996-1997)
  - Forum 20 anni (Rete 4, 2004)
  - Il verdetto (Rete 4, 2005)
  - Sessione pomeridiana tribunale di Forum (Rete 4, 2006-2012)
  - Forum Bau (Rete 4, 2010)
  - Lo sportello di Forum (Rete 4, 2012-2013)
- Linea continua (Rete 4, 1990-1991)
- Canzoni sotto l'albero (Canale 5, 1992-1997)
- Vai forte papà (Canale 5, 1993)
- 44 gatti (Canale 5, 1993)
- Pomeriggio di festa (Canale 5, 1995)
- Favole per una notte (Rete 4, 1996)
- Domenica in (Rai 1, 23 novembre 1997)
- Signore mie (Canale 5, 1998)
- Per tutta la vita...? (Rai 1, 14 febbraio 1998)
- I fatti vostri (Rai 2, 1998-2002)
  - I fatti vostri - Speciale Telethon (Rai 2, 1998-2000)
  - I fatti vostri - Speciale Padre Pio (Rai 2, 1999)
- Il trucco c'è (Rete 4, 1999-2001)
- C'era una volta la fattoria (Rete 4, 2002)
- Vivere meglio (Rete 4, 2003)
- Nel cuore del padre (Rete 4, 2005)
- Il ballo delle debuttanti (Canale 5, 2008)
- Miss Italia (LA7, 2013) giurata
- La posta del cuore (Rai 1, 2015)
- Ieri oggi italiani (Rete 4, 2018)
- ItaliaSì! (Rai 1, 2018-2022) opinionista
  - Sanremo Giovani a ItaliaSì! (Rai 1, 2019) opinionista
  - ItaliaSì! Giorno per giorno (Rai 1, 2020) opinionista
- Pomeriggio Cinque (Canale 5, 2021) opinionista

## Radio
- Le donne lo sanno (Radionorba, 2016-2017)
- Voci della Luna (Radionorba, 2018-2019[31])

## Libri
- Il cacciatore di stelle, Milano, Melampo Editore, 2016, ISBN 978-88-98231-57-7.
- Rita dalla Chiesa, Simona e Nando dalla Chiesa, Carlo Alberto Dalla Chiesa. Un papà con gli alamari, Cinisello Balsamo, Edizioni San Paolo, 2017, ISBN 978-88-922-1083-7.
- Mi salvo da sola, Segrate, Mondadori, 2019, ISBN 978-88-04-71129-2.
- Il mio valzer con papà, Roma, Rai Libri, 2020, ISBN 978-88-397-1805-1.